# Ton Fabrie
Ton Fabrie is een voormalig Nederlands honkballer.
Fabrie maakte in 1960 als rechtshandige buitenvelder deel uit van het Nederlands honkbalteam. Hij kwam in zeven officiële interlands uit voor het team, waaronder tijdens de Europese Kampioenschappen van dat jaar. Fabrie kwam uit in de hoofdklasse voor de vereniging Sparta uit Rotterdam in de jaren vijftig en zestig. Hij was later nog actief als coach binnen de vereniging Wycklions in Wijk bij Duurstede.